# Wilson Cruz da Silveira
Wilson Cruz da Silveira (Rio de Janeiro, 1 oktober 1985) is een Braziliaans voetballer die in Italië speelt. Hij is een aanvaller. In het seizoen 2006/07 speelde hij voor FC Zwolle.

## Statistieken
| Seizoen | Club           | Land      | Competitie                 | Wed. | Goals |
| ------- | -------------- | --------- | -------------------------- | ---- | ----- |
| 2006/07 | FC Zwolle      | Nederland | Eerste divisie             | 16   | 3     |
| 2007/08 | US Zagarolo    | Italië    | Eccellenza                 | 22   | 9     |
| 2008/09 | Cisco Roma     | Italië    | Lega Pro Seconda Divisione | 18   | 2     |
| 2009/10 | SS Cavese 1919 | Italië    | Lega Pro Prima Divisione   | 18   | –     |
| 2010/11 | SS Cavese 1919 | Italië    | Lega Pro Prima Divisione   | –    | –     |
| 2011/12 | US Foggia      | Italië    | Lega Pro Prima Divisione   | 15   | 3     |
| Totaal  | Totaal         | Totaal    | Totaal                     | 89   | 17    |